# Щука звичайна
Щука звичайна (Esox lucius) — вид хижих риб роду щук (Esox). Ці риби — типові мешканці солонуватих і прісноводних водоймищ північної півкулі (тобто мають голарктичне поширення).

## Зовнішній вигляд та будова тіла
Щука звичайна може досягати в довжину більш ніж 1,5 метра, ваги — 35 кг (за деякими свідченнями[якими?] навіть більше), самиці завжди більші за самців. Найбільша щука, виловлена в Україні, важила близько 18 кілограмів. Піймали її неводом у Люб'язівському (малому) озері восени 1967 року рибалки місцевого колгоспу імені Леніна Любешівського району Волинської області. Довжина рибини перевищувала зріст рибалок. Так як гігантську щуку спіймали напередодні дня працівників сільського господарства, то наступного дня її демонстрували у Любешові на районній виставці колгоспів.
Забарвлення тіла плямисто-смугасте, світлі смуги проходять вздовж та поперек тіла. Залежно від характеру та ступеня розвитку рослинності прибережної зони щуки можуть мати сірувато-зеленуватий, жовтуватий або сіро-бурий колір, спина темна, черево білувате, з сірими цятками; в деяких озерах зустрічаються сріблясті щуки. Спинний, анальний та хвостовий плавці бурі, з чорними плямками, грудні та черевні — жовтувато-червоні.
Самців і самиць ззовні можна відрізнити за формою статево-сечового отвору, котрий у самців має вигляд вузької довгастої щілини, забарвленої в колір черева, а у самиць — овального поглиблення, облямованого валиком рожевого кольору.
Тіло щуки має видовжену, стрілоподібну форму. Голова сильно видовжена, нижня щелепа видається вперед. Зуби на нижній щелепі мають різний розмір і слугують для захоплення жертви. Зуби на інших кістках ротової порожнини дрібніші, спрямовані гострими кінцями в горлянку і можуть занурюватись у слизову оболонку, що встеляє ротову порожнину та горлянку. Завдяки цьому здобич легко проковтується, а якщо вона намагається вирватись, глоткові зуби підіймаються та утримують жертву.

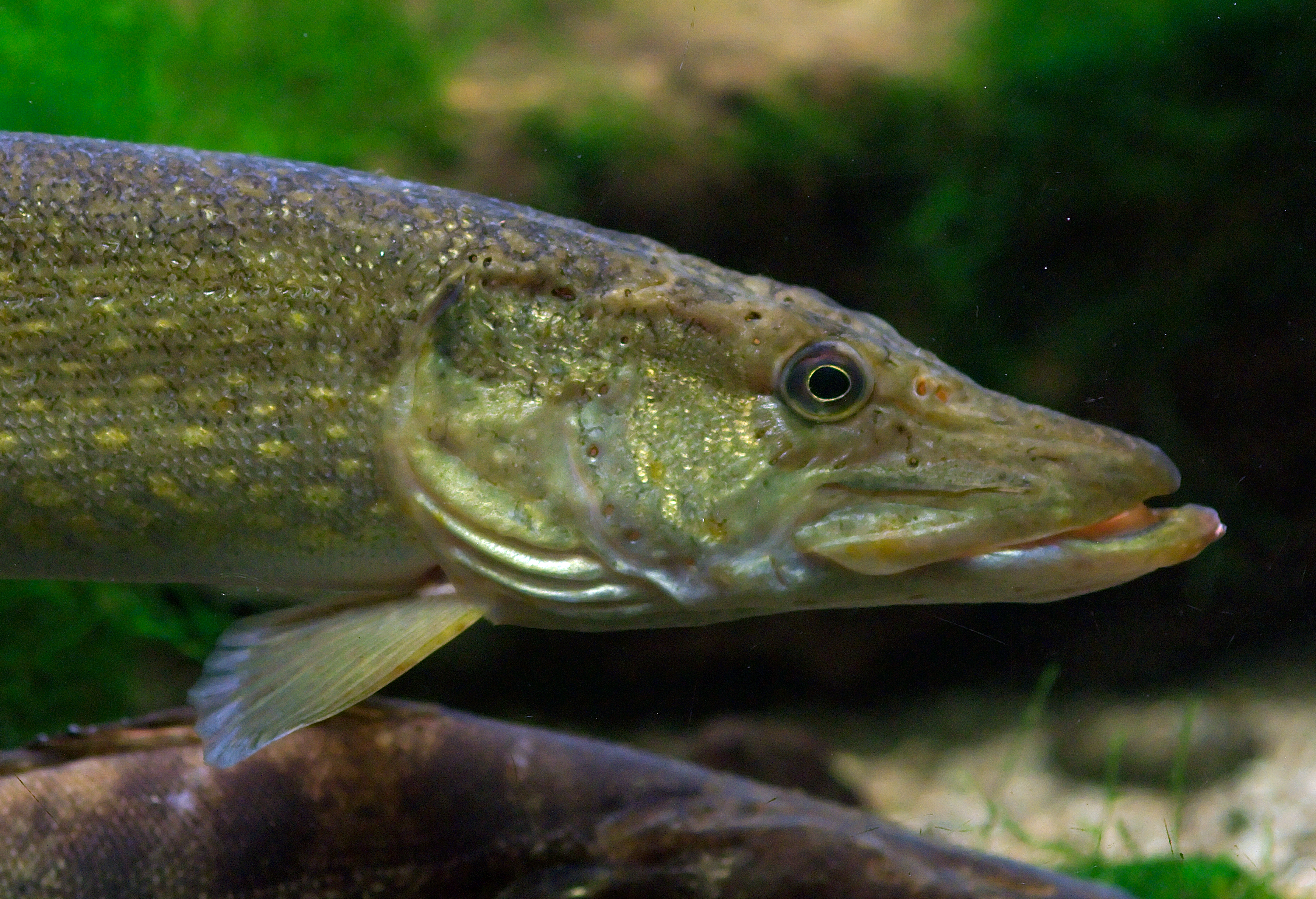
Щука звичайна

Для щук характерна зміна зубів на нижній щелепі: внутрішня поверхня щелепи вкрита м'якою тканиною, під нею розташовані навскісні ряди з 2-4 заміщуючих зубів, які примикають ззаду до кожного діючого і утворюють з ним єдину групу (зубну сім'ю). Коли робочий зуб виходить із вжитку, на його місце стає своєю основою сусідній заміщуючий зуб тієї ж сім'ї. Спочатку він хитається, але потім щільно приростає основою до кістки щелепи і укріплюється. Зуби у щуки змінюються не одночасно. В один і той же час одні зубні групи закінчуються на краю щелепи старим зубом, що вже розсмоктується, інші — міцним робочим, треті — ще рухливим молодим. В деяких водоймах у щук зміна зубів посилюється протягом певних сезонів, і тоді щука в цих водоймах перестає брати велику здобич.

## Ареал
Щука звичайна поширена циркумполярно, в північних водах Європи, Азії та Північної Америки. Її ареал — один з найбільших ареалів серед прісноводних риб. На території України щука звичайна трапляється всюди, окрім водойм Кримського півострова (хоча останнім часом[коли?] здійснюються спроби штучної її там акліматизації — зокрема до Чорноріченського водосховища поблизу Севастополя).
Найкомфортніші місця для щуки — річки з уповільненою течією, озера, водосховища. Також вона може зустрічатись і в розпріснених частинах морів — наприклад у Фінській, Ризькій та Курській затоках Балтійського моря, в Таганрозькій затоці Азовського моря.
Щука добре витримує кислу реакцію води, може комфортно жити у водоймах з рН 4,75. Під час зниження вмісту кисню до 3,0-2,0 мг/літр наступає пригнічення дихання, тому в заморних водоймах взимку щука часто гине.

## Розмноження
У природних водоймах самиці щуки починають розмножуватись на четвертому, рідше на третьому році життя, а самці — на п'ятому.
Нерест щуки відбувається за температури 3-6°С, відразу після танення криги, біля берега на глибині 0,5-1 метр. Під час нересту риби виходять на мілководдя і шумно плескаються. Звичайно на нерест спочатку підходять найменші особини, а останніми — найкрупніші. У цей час щуки тримаються групами: 2-4 самці біля однієї самиці; біля великих самиць — до 8 самців. Самиця пливе попереду, самці пливуть за нею, відстаючи приблизно на половину корпусу. Вони або притискаються з боків до самиці, або намагаються триматись безпосередньо над її спиною. З води в цей час постійно з'являються спинні плавці та верхні частини спини риб.
Під час нересту щуки труться об кущі, пні, стебла очерету та рогозу та інші предмети. На одному місці риби довго не затримуються, весь час переміщуючись нерестовищем і мечучи ікру. Наприкінці ікрометання всі особини групи, що нерестилась, кидаються в різні боки, викликаючи гучний плеск; при цьому самиці часто вистрибують з води в повітря.
Одна самиця щуки залежно від розміру може відкладати від 17,5 до 215 тисяч ікринок. Ікринки великі, близько 3 мм в діаметрі, слабко-клейкі, можуть приклеюватись до рослинності, але легко спадають при струсі. Через 2-3 дні клейкість зникає, більшість ікринок скочується і подальший їхній розвиток відбувається на дні.
Нормальний розвиток ікри щуки на дні в непроточній воді можливий тільки тому, що навесні при низькій температурі вода відносно сильно насичена киснем, а в міру прогрівання води концентрація кисню в ній швидко падає. Таким чином, чим раніше щуки починають нереститись, тим менше ікри гине.
Якщо після нересту щук відбувається швидкий спад води, це призводить до масової загибелі ікри — таке явище часто спостерігають у водосховищах, рівень яких є несталим.

## Життєвий цикл

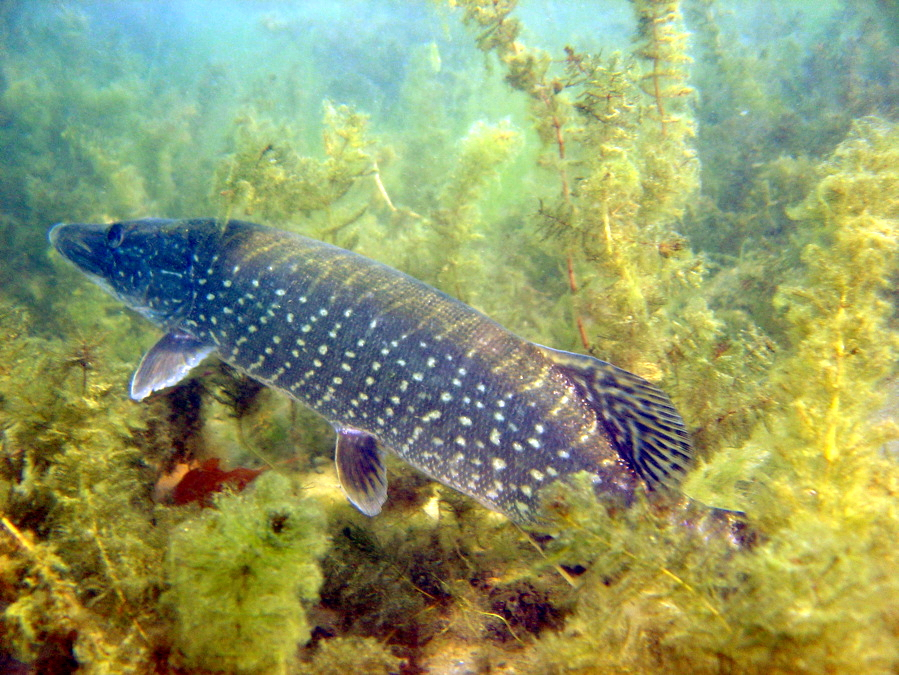
Щука в звичному для себе оточенні

Залежно від температури води розвиток ікри відбувається 8-14 днів, личинки, що з неї виводяться, мають 6,7-7,6 мм в довжину. В міру розсмоктування залишкового жовточного міхура личинки переходять до живлення зовнішніми ресурсами: маленькими ракоподібними — циклопами та дафніями. При довжині 12-15 мм щуки можуть вже полювати на личинок коропових риб. Нерест коропових риб звичайно відбувається після щуки, що сприяє живленню щучої молоді. Після досягнення щукою розміру 5 см вона повністю переходить на живлення молоддю інших риб, переважно коропових. Якщо щуку такого розміру тримати в акваріумі та годувати дрібними ракоподібними, вона загине, так як витрати енергії на добування корму не відшкодовуються поживними речовинами, що наявні в такій здобичі.
Навесні щуки разом з паводковими водами заходять в заплавні озера. Через деякий час зв'язок цих водойм з річкою переривається, і життя молоді, що вийшла з ікри в таких умовах, дуже відрізняються від такого в річці або великих сталих водоймах. З огляду на недостатні кормові ресурси зростання щук тут іде вкрай нерівномірно, різниця в довжині між рибами одного віку може досягати 2-2,5 рази. Дрібні особини стають здобиччю для більших, іноді, при особливій нестачі кормових ресурсів, щуки довжиною 3-4 см вже вдаються до такого канібалізму.
Цікаво, що такі вироджені харчові ланцюги, що складаються лише з щук (коли мальки харчуються планктоном, більші щуки — мальками, а ними, в свою чергу, живляться ще більші) в ряді водойм спостерігаються на постійній основі. Це трапляється в північних (звичайно тундрових) озерах Якутії та Канади, де кількість поживних речовин вкрай мала — тобто, недостатня для підтримання скільки-небудь складної харчової піраміди; окрім наукової, такі «щучі озера» описані й у художній літературі — наприклад, в оповіданні польського письменника Аркадія Фідлера «Канада, що пахне смолою».
При цьому, незважаючи на вкрай спрощену структуру харчового ланцюга, екосистеми таких водойм перебувають в сталому вигляді протягом сторіч — в донних відкладах та на узбережжі жодних кісткових рештків, окрім щучих, дослідники в таких водоймах не знаходили; це також підтверджується фольклором місцевих жителів.

## Спосіб життя
У водоймі щука тримається в заростях водяної рослинності. Як правило, вона там стоїть нерухомо і зачаївшись, раптово кидаючись на здобич. Впіймана здобич проковтується тільки в напрямку з голови — якщо щука вхопила її поперек тіла, то, перед тим як проковтнути, вона швидко розвертає здобич головою в горлянку.
При нападі щука орієнтується за допомогою зору та бічної лінії, органи якої розвинуті не тільки на середній лінії тіла, а й на голові (переважно на передній частині нижньої щелепи).
Об'єкти живлення дорослих щук досить різноманітні. Звичайно вона поїдає численнішу рибу: в озерах та водосховищах України це плітка, окунь, йорж, лящ, плоскирка; в річках в живленні щуки зростає частка типово річкових риб — таких як піскар, палія, мересниця, бички та ін. Навесні щука з охотою поїдає жаб. Відомі випадки, коли великі щуки хапали та затягували під воду мишей, пацюків, куликів і навіть вивірок, що перепливали річки. Найбільші щуки можуть напасти навіть на качку, особливо в період линяння, коли ці птахи не підіймаються з води у повітря. Загалом, щуки здатні нападати і вбивати доволі крупних риб, довжина та вага яких досягає 50%, а подеколи і 65% від довжини та ваги хижака.
У живленні щук середнього розміру, приблизно півметра, переважають численні та малоцінні, або смітні риби, тому щука є необхідною складовою раціонального рибного господарства на озерах; за її відсутності в озерах різко зростає чисельність дрібного йоржа та окунів.

## Значення для людини
Загалом, щуку досить широко розводять в ставкових господарствах. Наприклад, у Франції із загальної площі ставків в 100 тис. га більш ніж 50 тис. віддані під розведення щуки.
М'ясо щуки вміщує 2-3% жиру і є дієтичним продуктом, особливо, якщо риба надходить для споживання в живому вигляді.
Максимальний вік щук в промислових виловах в теперішній час, а також протягом кількох останніх сторіч, не перевищує 25 років. Достовірно задокументовано вилов 33-річної щуки.[де?][коли?] Утім, розповіді в популярній літературі про щук набагато більшого віку слід кваліфікувати як легенди.
Особливою популярною серед оповідань такого типу є сабанєєвська історія «гейльборнської щуки», котру, начебто, в 1230 році впіймав особисто імператор Фрідріх II, позначив золотим кільцем і випустив в озеро Бьоккінген поблизу Гейльброна, де цю щуку виловили через 267 років. При цьому вона досягала довжини 570 сантиметрів та ваги 140 кг. Хребет цієї щуки був переданий на зберігання в собор міста Мангейм.
Це оповідання викликало зацікавлення німецького натурфілософа Окена. Окен докладно вивчив історичну хроніку і встановив, що Фрідріх II того часу безвиїзно жив в Італії і ніяк не міг позначити щуку на території Німеччини. Вдалося також дослідити хребет гігантської щуки, виставлений в соборі Мангейма. Виявилось, що це фальсифікація, та що його скомпоновано з хребців кількох окремих щук.

## Етимологія наукової назви
Родова назва, Esox, походить від грец. ίσοξ — Велика риба, і від шотл. гел. Lucy — лосось.

## Ресурси Інтернету
- Щука [Архівовано 16 травня 2010 у Wayback Machine.] Ribalemo.org.ua
- Щука обыкновенная [Архівовано 10 квітня 2009 у Wayback Machine.] Справочник по рыбам Енисея (рос.)
- Щука обыкновенная Рыбак (рос.)
- Сторінка даних про тигрову щуку [Архівовано 29 жовтня 2008 у Wayback Machine.] (англ.)[уточнити][перевірити]
- Сторінка даних USGS про тигрову щуку (англ.)[уточнити][перевірити]
- Esox lucius[недоступне посилання з травня 2019] Invasive Species of the CSWGC Region — бібліографія (англ.)
- Інформація про рибальство на звичайну щуку [Архівовано 16 жовтня 2008 у Wayback Machine.] (англ.)
- Щука звичайна [Архівовано 6 березня 2016 у Wayback Machine.] (укр.)